# Pseudogen
Pseudogeni su nefunkcionalni srodnici gena koji su izgubili sposobnost kodiranja proteina ili više ne bivaju izraženi u ćeliji. Mada neki od njih nemaju introne ili promotere (to su najčešće pseudogeni koji su kopirani sa iRNK i inkorporisani u hromozome, poznati kao obrađeni pseudogeni), većina poseduje genu slične osovine (kao što su promoteri, CpG ostrva, i splajsna mesta). Oni se smatraju nefunkcionalnim zbog njihovog nedostatka sposobnosti da kodiraju proteine, što je posledica raznih genetičkih oštećenja (prerani stop kodoni, pomeranja okvira čitanja, ili odsustva transkripcije), ili zbog njihove nesposobnosti da kodiraju RNK (kao kod rRNK pseudogena)..
Pseudogeni se generalno smatraju zadnjom stanicom genomskog materijala koja može biti uklonjena iz genoma, te se često obeležavaju kao DNK smeće. Uprkos takvog statusa, pseudogeni sadrže fascinantne biološke i evolucione istorije unutar svojih sekvenci. Razlog za to je zajednička istorija pseudogena i funkcionalnih gena. Na isti način na koji je Darvin posmatrao dve vrste za koje je moguće da su imale zajedničkog prethodnika čemu su sledili milioni godina evolucionog razilaženja, pseudogen i njegov asocirani funkcionalni gen takođe imaju zajedničkog prethodnika i razišli su se kao zasebni genetički entiteti tokom miliona godina.

## Literatura
- Herron, Jon C.; Freeman, Scott (2007). Evolutionary analysis (4th изд.). Upper Saddle River, NJ: Pearson Prentice Hall. ISBN 978-0-13-227584-2.

## Spoljašnje veze
- Baza podataka pseudogena
- baza podataka